# Deh Now Moqaddasī
Deh Now Moqaddasī (persiska: ده نو مقدسی, ده نوی مقدس, Dehnow-ye Moqaddasī) är en ort i Iran.   Den ligger i provinsen Lorestan, i den nordvästra delen av landet, 300 km sydväst om huvudstaden Teheran. Deh Now Moqaddasī ligger 1 568 meter över havet och antalet invånare är 956.
Terrängen runt Deh Now Moqaddasī är kuperad åt nordost, men åt sydväst är den platt. Runt Deh Now Moqaddasī är det tätbefolkat, med 257 invånare per kvadratkilometer. Närmaste större samhälle är Borujerd, 5,5 km nordväst om Deh Now Moqaddasī. Trakten runt Deh Now Moqaddasī består i huvudsak av gräsmarker.